# Augusto Palacios
Ángel Augusto Palacios Valdivieso, genannt Augusto Palacios, (* 23. Dezember 1953 in Lima) ist ein ehemaliger peruanischer Fußballspieler und -trainer.

## Karriere

### Verein
Angel Augusto Palacios spielte für die peruanischen Vereine Sporting Cristal und Alianza Lima sowie den venezolanischen Club Deportivo Táchira FC, bevor er zu den Kickers Offenbach in die Bundesliga wechselte. Dort absolvierte er in der Saison 1983/84 drei Spiele. Sein Bundesligadebüt hatte er am 1. Spieltag beim 1:0-Sieg beim VfL Bochum. Später spielte er noch für die Sport Boys. 1985 kam Palacios nach Südafrika, wo er, mit Ausnahme einer Leihe 1986 zum australischen Klub Canberra Olympic FC, bis zu seinem Karriereende 1991 blieb. Die Anfangszeit in Südafrika beschreibt Palacios aufgrund der Apartheid als sehr schwer.

### Trainer
Augusto Palacios sammelte schon während seiner aktiven Karriere Erfahrung als Trainer. Ende 1992 wurde er dann Nationaltrainer Südafrikas. Mit den Bafana Bafana spielte er in der Qualifikation für die Weltmeisterschaft 1994, Südafrika schied in der Gruppe allerdings hinter Nigeria aus.
Augusto Palacios war ab 1996 bis 2017 Sportdirektor der Orlando Pirates in Johannesburg und zweimal Interimstrainer bei dem Klub. Danach wurde Palacios Direktor der Akademie der Orlando Pirates. 2021 trat er als Interimspräsident des Vereins zurück.

## Erfolge
Sporting Cristal
- Primera División: 1972

Alianza Lima
- Primera División: 1975

Sport Boys
- Primera División: 1984